# تي-55
تي-55 هي دبابة قتال رئيسية سوفييتية طورت عن الدبابة عن الدبابة السوفيتية الأقدم تي-54، أُنتجت دبابات تي-55 في الصين تحت اسم آخر، هو الدبابة تايب 59. كما صنعت في تشيكوسلوفاكيا وبولندا.
قدر ما انتج من التي-55 بحوالي 27,500 دبابة في الاتحاد السوفيتي و5,000 في بولندا و5,000 في تشيكوسلوفاكيا، وقد استخدمت دبابة تي-55 في حرب 1973، على الجبهتَين، المصرية والسورية، واستخدمتها القوات العراقية، كذلك. كما استخدمت في عمليات حربية، في عدة أنحاء من العالم، منها: أنغولا، الصين، فيتنام، وشمالي أفريقيا الجزائر؛ وفي الحرب الهندية - الباكستانية، حيث استخدمت الهند الدبابات الروسية، بينما استخدمت باكستان الدبابات الصينية.
وتعد هذه الدبابة دبابة قتال رئيسية، يمكن الاعتماد عليها؛ وتتميز بسهولة القيادة. ولكن ما يقلل من ميزاتها، أن مدفعها لا ينخفض أقلّ من أربع درجات، ما يجعلها غير قادرة على الرماية، من أعلى التلال، نحو الأهداف المنخفضة، التي تزيد زاوية انخفاضها على أربع درجات.

## المواصفات العامة والفنية

### المواصفات العامة
- الطاقم: 4 أفراد
- وزن الدبابة مع تجهيزات القتال الوزن بالشدة الكاملة:36 طناً
- وزن الدبابة من دون تجهيز:34 طناً
- القدرة النوعية: 14.44 حصاناً/ طناً «معدل القوة للوزن»
- ضغط الدبابة على الأرض  الضغط النوعي:0.81 كجم/سم2
- طول الدبابة، والمدفع إلى الأمام:9 م
- طول الدبابة، والمدفع إلى الخلف:8.485 م
- طول الدبابة:6.04 م
- ارتفاع الدبابة:2.4 م
- ارتفاع الدبابة، مع الرشاش المضاد للطائرات:2.75 م
- ارتفاع الرشاش المضاد للطائرات:1.75 م
- ارتفاع بطن الدبابة عن الأرض:0.425 م
- عرض الجنزير:0.580 م
- طول الجزء من الجنزير الملامس الأرض:3.84 م
- عرض الدبابة:3.27 م
- أقصى سرعة:50 كم / ساعة
- أقصى مدى على الطرق، من دون استخدام خزانات وقود إضافية: 460 كم
- أقصى مدى على الطرق، مع استخدام خزانات وقود إضافية: 650 كم
- السعة الكلية لخزانات الوقود: 812 لتراً
- اجتياز حاجز رأسي، ارتفاعه: 0.8 م
- صعود مرتفع، زاوية ميله:60 %
- اجتياز مانع مائي، من دون تجهيزات، لا يزيد عمقه على 1.4 م
- اجتياز مانع مائي، مع التجهيزات، لا يزيد عمقه على 5 م
- عبور خندق حاد الحافة، عرضه 2.7 م
- يتكون عدد فقرات الجنزير من 88 إلى 91 فقره

### التسليح

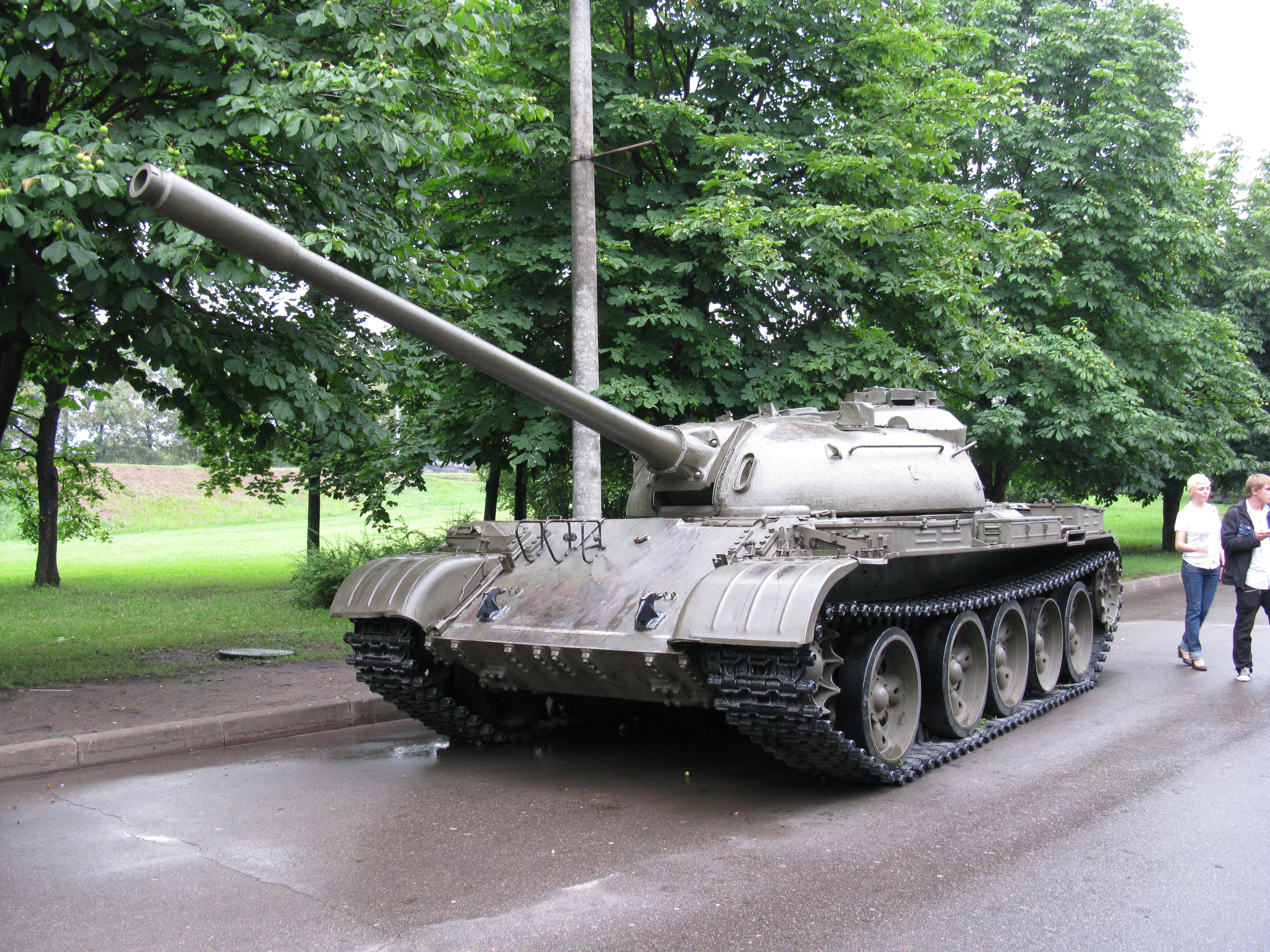
دبابة تي-55

- مدفع رئيسي: عيار 100 مم، ذو سبطانة محلزنة.
- رشاش متحد المحور بالمدفع الرئيسي: عيار 7.62 مم.
- رشاش مضاد للطائرات: عيار 12,7 مم.
- أقصى زاوية ارتفاع للمدفع الرئيسي: + 18 درجة.
- أقصى زاوية انخفاض للمدفع الرئيسي: - 5 درجة.
- معدل رماية المدفع الرئيسي: 5-6 قذائف في الدقيقة.
- أقصى معدل لدوران المدفع في الاتجاه الأفقي: 360 درجة، خلال 21 ثانية.
- الذخيرة:
  - 43 قذيفة من عيار 100 مم.
    - 20 قذيفة مضادة للدروع.
    - 23 قذيفة شديدة الانفجار.

  - 3 آلاف طلقة من عيار 7.62 مم.
  - 500 طلقة من عيار 12.7 مم
- جهاز الرماية: جهاز مبسط، مزوَّد بمقدر مسافة بصري، للرمي المباشر
- جهاز توازن المدفع: الدبابة مزودة بجهاز اتزان للمدفع يعمل في الاتجاهين الرأسي والأفقي، للرماية أثناء الحركة.
- أجهزة التسديد والرؤية الليلية: زُوِّدت الدبابة بجهاز، يعمل بالأشعة تحت الحمراء، لمسافة 800 م، للسائق.

### خفة الحركة والمناورة
- المحرك: ديزل، موديل V-55، ذو 12 سلندر، يبرد بالماء، قوّته 580 حصانا.
- أجهزة نقل الحركة: آلية ذات خمس سرعات أمامية، وسرعة واحدة خلفية
- النظام الكهربائي: 28 فولتاً.
- البطاريات: 4 بطاريات، جهد كل منها 12 فولتاً؛ والسعة الكلية 280 أمبير/ ساعة.

### القدرة على البقاء

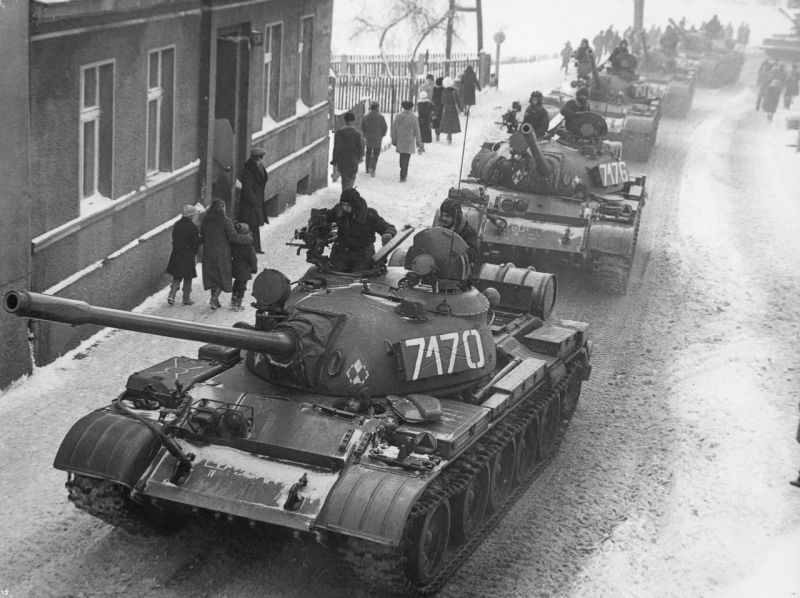
دبابة تي-55 بولندية

- التدريع: يختلف سمك التدريع باختلاف أجزاء الدبابة، كالآتي:
- التدريع الأمامي العلوي: 97 مم، على زاوية 58 درجة.
- التدريع الأمامي السفلي: 99 مم، على زاوية 55 درجة.
- التدريع الجانبي العلوي: 79 مم.
- التدريع الجانبي السفلي: 20 مم.
- التدريع الخلفي العلوي: 46 مم.
- التدريع الخلفي السفلي: 46 مم.
- التدريع العلوي: 33 مم.
- التدريع الأمامي السفلي: 20 مم.
- التدريع الخلفي السفلي: 20 مم.
- تدريع البرج، من الأمام: 203 مم.
- تدريع البرج، من الأجناب: 150 مم.
- تدريع البرج، من الخلف : 64 مم.
- سقف البرج : 39 مم، على زاوية 79 درجة.
- الإخفاء أثناء التحرك: زُوِّدَت الدبابة بتجهيزات خارجية لقواذف الدخان، في أحد أجنابها، تنفث ستارة دخانية، لإخفاء التحركات، وللمناورة.
- من أسلحة التدمير الشامل: زُوِّدَت النماذج الحديثة من هذه الدبابة، بجهاز وقاية من أسلحة التدمير الشامل، النووية والبيولوجية والكيماوية.

### التجهيزات الإضافية
- أجهزة إحكام القفل، للغطس، تمكنها من الغوص حتى عمق 5.486 م، بالاستعانة بأنبوب التنفس.
- يمكن إضافة خزانات وقود إضافية، في مؤخرة الدبابة، لزيادة مدى عملها.
- دائرة إطفاء ذاتي، لمواجهة الحريق.
- زُوِّدَت الدبابات الكاسحة للألغام، بأجهزة مطوَّرة، لتفجير الألغام.
- أجهزة حفْر، لمساعدة طاقم الدبابة على إخفائها.

## مصدر
- موسوعة مقاتل من الصحراء